# Erucismo e lepidopterismo
O termo erucismo, (de origem latina "eruca" = lagarta), tem sido utilizado para designar intoxicações decorrentes do contato com lagartas, ou pupas, de lepidópteros. Já o termo lepidopterismo, como o nome sugere, é usado pra designar intoxicações devido ao contato direto ou indireto com a fase adulta de lepidópteros